# Potentilla curviseta
Potentilla curviseta är en rosväxtart som beskrevs av Joseph Dalton Hooker. Potentilla curviseta ingår i Fingerörtssläktet som ingår i familjen rosväxter.

## Underarter
Arten delas in i följande underarter:
- P. c. collettiana
- P. c. pteropoda